# Mamadou Samb
Mamadou Samb (Senegal, 31 de desembre de 1989) és un jugador de bàsquet senegalés nacionalitzat espanyol que actualment pertany a la plantilla del CB Bilbao Berri de la Lliga ACB. Mesura 2,08 metres, i juga en la posició de pivot.

## Trajectòria esportiva
Va començar en el cadet del A.D Vall San Lorenzo (Araona Basket Sur A), per a després incorporar-se com a júnior en el FC Barcelona, entitat amb què actualment està lligat. També va alternar amb el club blaugrana amb el Porta Bcn Esplugues. Des del 2007 anys juga habitualment en el WTC Almeda Park Cornellà de l'Adecco LEB Or.
Per a la temporada 2010-2011 va firmar un contracte per una temporada amb el CB Granada de la lliga ACB.
El 21/01/2012 va fitxar pel Gescrap Bilbao Basket, vigent subcampió de la lliga Endesa.

## Curiositats
Mamadou té un germà més gran, Cheikh Samb, el qual mesura 2,16 metres, nascut l'any 1984 i que ha jugat a l'NBA.